# Município de Troy (condado de Athens, Ohio)
O município de Troy (em inglês: Troy Township) é um município localizado no condado de Athens no estado estadounidense de Ohio. No ano de 2010 tinha uma população de 2.617 habitantes e uma densidade populacional de 27,39 pessoas por km².

## Geografia
O município de Troy encontra-se localizado nas coordenadas 39° 13′ 38″ N, 81° 46′ 34″ O. Segundo a Departamento do Censo dos Estados Unidos, o município tem uma superfície total de 95.55 km², da qual 93,71 km² correspondem a terra firme e (1,92 %) 1,84 km² é água.

## Demografia
Segundo o censo de 2010, tinha 2.617 habitantes residindo no município de Troy. A densidade populacional era de 27,39 hab./km². Dos 2.617 habitantes, o município de Troy estava composto pelo 97,44 % brancos, o 0,73 % eram afroamericanos, o 0,11 % eram amerindios, o 0,11 % eram asiáticos, o 0,11 % eram de outras raças e o 1,49 % eram de uma mistura de raças. Do total da população o 0,42 % eram hispanos ou latinos de qualquer raça.